# John Daley
John Daley, född 26 augusti 1909 i Newton i Massachusetts, död 7 februari 1963, var en amerikansk boxare.
Daley blev olympisk silvermedaljör i bantamvikt i boxning vid sommarspelen 1928 i Amsterdam.